# Sepaktakraw de praia nos Jogos Asiáticos de Praia de 2008
As competições de sepaktakraw de praia nos Jogos Asiáticos de Praia de 2008 ocorreram entre 18 e 25 de outubro. Quatro torneios foram disputados.

## Calendário
| Outubro              | 18 | 19 | 20 | 21 | 22 | 23 | 24 | 25 | 26 | Finais |
| -------------------- | -- | -- | -- | -- | -- | -- | -- | -- | -- | ------ |
| Sepaktakraw de praia |    |    |    | 2  |    |    |    | 2  |    | 4      |

## Quadro de medalhas
| Ordem | País          | Medalha de ouro | Medalha de prata | Medalha de bronze |    |
| ----- | ------------- | --------------- | ---------------- | ----------------- | -- |
| 1     | Tailândia     | 3               | 1                |                   | 4  |
| 2     | China         | 1               |                  |                   | 1  |
| 3     | Myanmar       |                 | 2                |                   | 2  |
| 4     | Indonésia     |                 | 1                | 2                 | 3  |
| 5     | Coreia do Sul |                 |                  | 2                 | 2  |
| 6     | Brunei        |                 |                  | 1                 | 1  |
| 6     | Malásia       |                 |                  | 1                 | 1  |
| 6     | Filipinas     |                 |                  | 1                 | 1  |
| 6     | Vietname      |                 |                  | 1                 | 1  |
| TOTAL | TOTAL         | 4               | 4                | 8                 | 16 |

## Medalhistas
| Evento                                            | Ouro          | Prata               | Bronze                          |
| Regu (trio) masculino (detalhes[ligação inativa]) | THA Tailândia | MYA Mianmar Myanmar | BRU Brunei MAS Malásia          |
| Regu (trio) feminino (detalhes[ligação inativa])  | CHN China     | THA Tailândia       | INA Indonésia PHI Filipinas     |
| Equipes masculinas (detalhes[ligação inativa])    | THA Tailândia | MYA Mianmar Myanmar | INA Indonésia KOR Coreia do Sul |
| Equipes femininas (detalhes[ligação inativa])     | THA Tailândia | INA Indonésia       | VIE Vietnã KOR Coreia do Sul    |